# سجل تصفح الويب
سجل تصفح الويب (بالإنجليزية: Web browsing history)‏ هو قائمة بصفحات الويب التي زارها المستخدم، بالإضافة إلى البيانات الوصفية المرتبطة بها مثل عنوان الصفحة ووقت الزيارة. وعادة ما يتم تخزينها محلياً من قبل متصفحات الويب لتوفير قائمة للمستخدم للعودة إلى الصفحات التي تم زيارتها سابقاً. يمكن أن يعكس سجل التصفح اهتمامات المستخدم واحتياجاته وعادات التصفح.

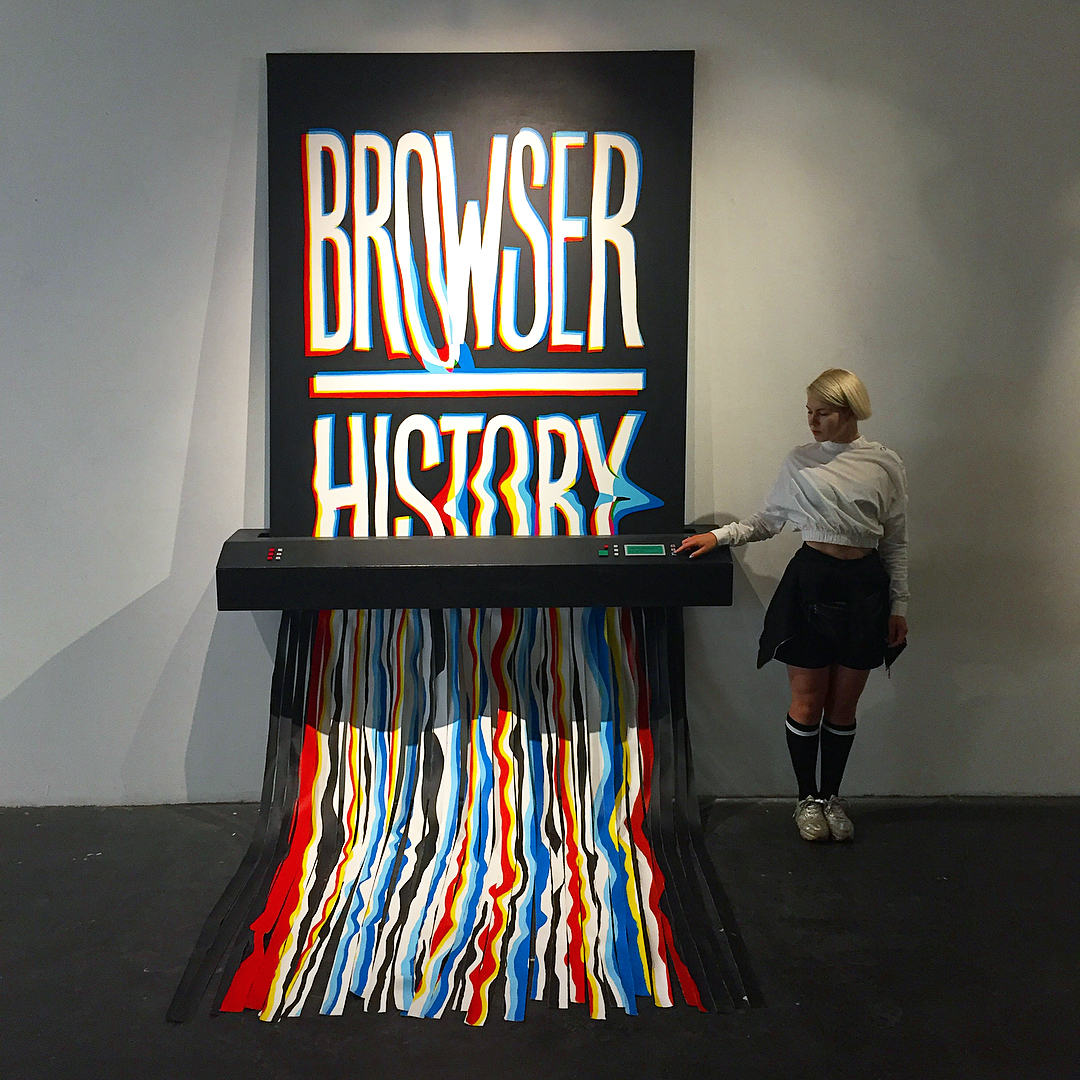

جميع المتصفحات الرئيسية لديها وضع تصفح متخفي حيث لا يتم تسجيل سجل التصفح. وذلك لحماية المستخدم من جمع سجل التصفح من قبل أطراف 

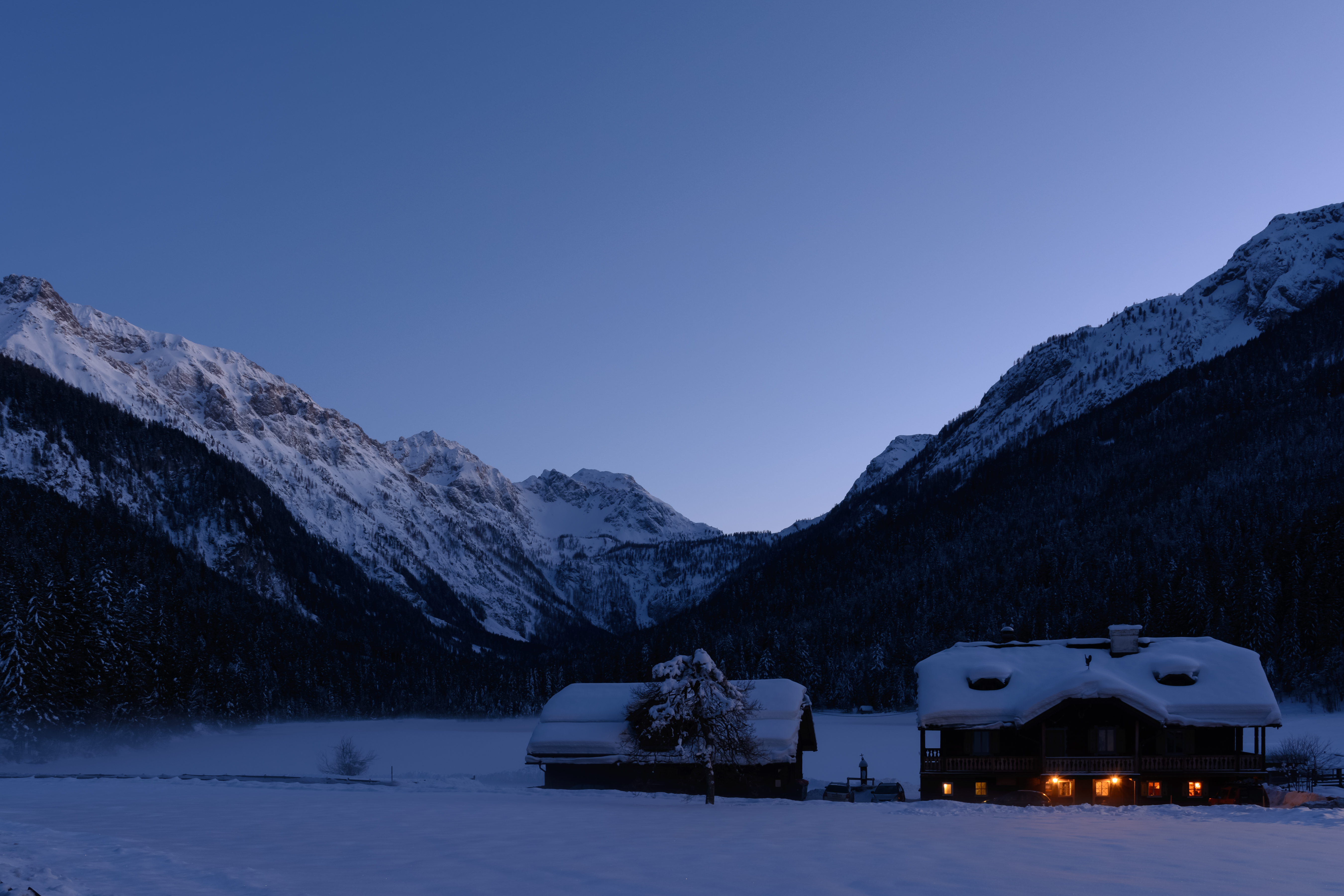

ثالثة للإعلان المستهدف أو أغراض أخرى.

## الخصوصية

### مخاوف
تُخزن سجلات تصفح الويب المحفوظة محلياً بيانات المستخدمين و لا تنشر علناً بشكل افتراضي. ومع ذلك، يتم تتبع معظم المواقع من خلال الإعلانات التجارية والبرامج الغير مرغوبة (PUPs) التي تجمع معلومات المستخدمين بدون موافقتهم. تسمح هذه الطرق بجمع البيانات بشكل إفتراضي من قبل المنصات المستخدمة. كما يتم جمع سجلات تصفح الويب أيضًا عن طريق ملفات تعريف الارتباط على المواقع، والتي يمكن تقسيمها إلى نوعين: ملفات تعريف الارتباط الخاصة بالطرف الأول وملفات تعريف الارتباط الخاصة بالطرف الثالث.
يتم تضمين ملفات تعريف الارتباط الخاصة بالطرف الثالث عادةً في المواقع التي تخص الطرف الأول وتجمع المعلومات منها. تتميز ملفات تعريف الارتباط الخاصة بالطرف الثالث بفعالية وقدرة أكبر على تجميع البيانات من ملفات تعريف الارتباط الخاصة بالطرف الأول.
في حين أن ملفات تعريف الارتباط الخاصة بالطرف الأول تحصل فقط على بيانات المستخدمين على موقع واحد، يمكن ملفات تعريف الارتباط الخاصة بالطرف الثالث دمج البيانات التي تم جمعها من مواقع مختلفة لجعل صورة المستخدم أكثر اكتمالاً. وفي الوقت نفسه، يمكن أن توجد العديد من ملفات تعريف الارتباط الخاصة بالطرف الثالث على نفس الموقع.

### فضائح

شعار أفاست

في عام 2006، قامت شركة إيه أو إل بإصدار كم كبير من بيانات مستخدميها، بما في ذلك سجلات البحث. على الرغم من عدم تضمين معرفات المستخدمين أو أسمائهم، إلا أنه كان بإمكان التعرف على المستخدمين بناءً على سجل التصفح المنشور. على سبيل المثال، تم التعرف على المستخدم رقم 4417749 من خلال سجل البحث الخاص بها على مدار ثلاثة أشهر.
في عام 2020، تم اتهام أفاست (برنامج مكافحة الفيروسات الشهير)، ببيع سجل التصفح إلى أطراف ثالثة. ويخضع البرنامج حاليًا لتحقيق أولي حول هذا الاتهام من قبل المسؤولين في جمهورية التشيك. ويظهر التقرير أن أفاست باعت بيانات المستخدمين من خلال Jumpshot، وهي أداة تحليلية تسويقية. وادعى أفاست أنه لم يتم تضمين المعلومات الشخصية للمستخدمين في التسريب. ومع ذلك، يمكن استخدام سجل التصفح لتحديد هوية المستخدمين. وقامت أفاست بإغلاق Jumpshot كرد فعل على هذه المسألة.

### الحماية
عندما يشعر المستخدم بوجود خطر على خصوصيته، فإن نية الكشف عن المعلومات الشخصية ستكون أقل، ولكن الإجراءات لا تتأثر. ومع ذلك، توصلت بعض الدراسات إلى أنه لا يوجد فرق كبير بين نية المستخدم وإجراءات كشف المعلومات الخاصة، مما يعني أن المستخدم سيقلل من إجراءات مشاركة المعلومات الشخصية ويتخذ المزيد من التدابير الوقائية عند القلق بشأن الخصوصية.
وعندما يشعر المستخدمون بالقلق بشأن الخصوصية، فإنهم يستخدمون الخدمات عبر الإنترنت بشكل أقل، كما أنهم يتخذون المزيد من التدابير الوقائية مثل رفض تقديم معلوماتهم، أو تقديم معلومات كاذبة أو إزالة معلوماتهم على الإنترنت والشكوى إلى الأشخاص المحيطين بهم أو المنظمات ذات الصلة.
ومع ذلك، يصعب على المستخدمين حماية خصوصيتهم بسبب أسباب متعددة. أولاً، لا يملك المستخدمون الوعي الكافي بخصوص الخصوصية. فهم لا يشعرون بالقلق إزاء تعقبهم إلا إذا كان لهذا تأثيرات كبيرة عليهم. كما أنهم غير على دراية بأن بياناتهم تحتوي على قيم تجارية.
بشكل عام، يصعب على المستخدمين ملاحظة روابط سياسات الخصوصية على جميع أنواع المواقع، حيث تكون المستخدمات الإناث والمستخدمون الأكبر سنًا، أكثر عرضة لتجاهل هذه الإشعارات. وحتى عندما يلاحظ المستخدمون روابط الخصوصية، قد لا يتأثر إفشاء معلوماتهم، بالإضافة إلى ذلك، فإن المستخدمين ليسوا مجهزين بما يكفي من المعرفة التقنية لحماية أنفسهم حتى عند ملاحظة تسرب الخصوصية. وهم يوضعون على الجانب السلبي مع وجود مساحة صغيرة لتغيير الوضع.
معظم المستخدمين يستخدمون برامج حجب الإعلانات، ويحذفون ملفات تعريف الارتباط، ويتجنبون المواقع التي تجمع المعلومات الشخصية لمحاولة حماية سجل تصفحهم على الويب من الاستخدام. ومع ذلك، لا توفر معظم برامج حجب الإعلانات الإرشادات الكافية للمستخدمين لمساعدتهم على تحسين وعيهم بالخصوصية. والأهم من ذلك، فهي تعتمد على قوائم سوداء وبيضاء قياسية. وغالبًا ما لا تتضمن هذه القوائم المواقع التي تتعقب المستخدمين. يمكن لبرامج حجب الإعلانات أن تكون فعالة فقط إذا تم حظر مثل هذه النطاقات التي تقوم بتتبع المستخدمين.
هناك مجموعة من المشاريع مفتوحة المصدر تحاول حماية الخصوصية من خلال جمع سجل تصفحهم على القرص الصلب بدلاً من المتصفح. وهذا يحل مشكلة مثل عدم قدرة المستخدمين على رؤية بيانات سجل التصفح بمجرد حذف البيانات على المتصفح.